# Hannah Schmitz
Hannah Schmitz (Caterham; mayo de 1985) nacida como Hannah McMillan, es una ingeniera británica de Fórmula 1. Actualmente se desempeña como ingeniera de estrategia del equipo Red Bull Racing.
Jugó un papel importante en los triunfos de Red Bull en el Gran Premio de Brasil de 2019, y en los Grandes Premios de Mónaco, Hungría y Países Bajos de 2022.
Schmitz forma parte de un grupo de mujeres de alto rango en la Fórmula 1 que aún era pequeño pero que crece en 2022. Sus éxitos como jefa de estrategia en Red Bull son una inspiración para otras mujeres.

## Trayectoria
Schmitz nació como Hannah McMillan y creció en Londres. Desde temprana edad mostró interés por los automóviles y la tecnología. Asistió a la Escuela Secundaria Croydon, donde se destacó en el waterpolo.
Sin embargo, su pasión resultó ser el automovilismo, por lo que cuando se graduó de la escuela secundaria en 2004, McMillan comenzó a estudiar ingeniería mecánica en la Universidad de Cambridge. Allí se especializó en modelado estadístico, optimización y análisis de regresión. En su último año, en la primera participación de la Universidad de Cambridge en el World Solar Challenge en Australia, McMillan fue líder de equipo y se destacó por su dedicación y perseverancia. Recibió su maestría en 2009 y se mudó de Caterham a Londres al año siguiente.
McMillan comenzó su carrera en Red Bull, donde trabajó como gerente de modelado y simulación. En un año y medio fue ascendida a ingeniera superior de estrategia, donde permanecería durante 10 años.
Contrajo matrimonio con Markus Schmitz en 2017 y desde entonces es conocida como Hannah Schmitz.
Su participación en el Gran Premio de Brasil de 2019 y sus intervenciones constantemente precisas en otras carreras la llevaron a ser ascendida a ingeniera jefe de estrategia en 2021. En esta capacidad, desde entonces ha cambiado su posición por carrera con su colega Will Courtenay: cuando Schmitz está en boxes en una carrera, Courtenay está en la sala de operaciones de Red Bull Racing en Milton Keynes y viceversa.

## Carreras notables

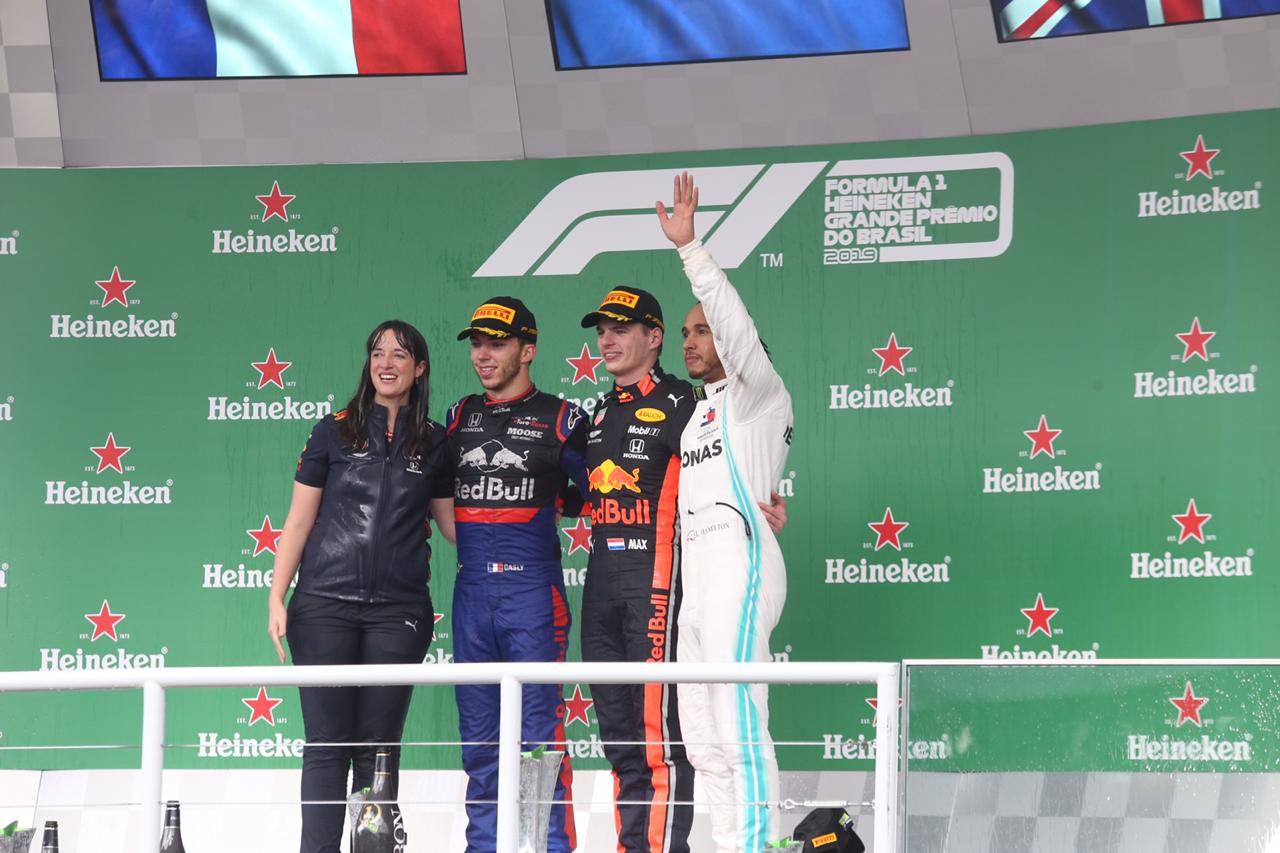
Hannah Schmitz (izquierda) en el podio del Gran Premio de Brasil de 2019 junto a Pierre Gasly, Max Verstappen y Lewis Hamilton, respectivamente.

Como estratega, a Schmitz se le atribuyó particularmente su participación en los siguientes éxitos de Red Bull Racing en Fórmula 1:
- Brasil 2019: en esta carrera, Schmitz tomó la decisión estratégica de enfrentar a Max Verstappen por tercera vez, incluso si esto significaba que el neerlandés tenía que ceder el liderazgo en ese momento y quedarse detrás de Lewis Hamilton. En parte debido a este movimiento, Verstappen ganó la carrera. Fue un punto culminante en la carrera de Schmitz, ya que acababa de regresar de la licencia por maternidad: este logro demostraría que no había perdido su habilidad durante la licencia.[7]
- Mónaco 2022: la estrategia de paradas en boxes bajo su liderazgo vio a Sergio Pérez ganar la carrera, junto a Verstappen tercero en el podio.[8] Aunque todo el equipo estuvo bien ese día, el asesor de Red Bull, Helmut Marko, reconoció que el excelente resultado final del equipo se debió principalmente a Schmitz.[9]
- Hungría 2022: la estrategia de Schmitz sin usar el neumático duro permitió a Verstappen ganar la carrera desde el décimo lugar a través de socavaduras y Pérez terminó quinto.[10]
- Países Bajos 2022: Schmitz tuvo un papel clave en la búsqueda de la victoria de Verstappen. En las paradas en boxes en Zandvoort, marcó la diferencia con el equipo al tomar las decisiones correctas en los momentos exactos.[11] El éxito que tuvo con esto casi contrastó con el trabajo de Mercedes y Ferrari. Se vio ensombrecido en los días siguientes por una campaña de difamación dirigida a Schmitz:[12] ella fue retratada como la mente maestra del caos que se produjo al final de la carrera en Zandvoort, cuando primero Yuki Tsunoda y Valtteri Bottas se detuvieron y virtualmente provocó una verdadera situación de auto de seguridad.[13]

## Premios
Al final de la temporada 2022, Hannah Schmitz recibió el «Premio Ingeniera Femenina del Año», un premio desarrollado por McLaren Applied para reconocer a las mujeres inspiradoras pioneras en el automovilismo. Schmitz fue elegida de una lista de nominados que incluía nombres como Krystina Emmanouilides y Charlotte Phelps.